# 趙悼襄王
趙悼襄王（？—前236年）是中國戰國時期趙國君主，原名趙偃，趙孝成王之子。
部分史學家認為，趙悼襄王為間接害趙國滅亡的亡國之君。

## 生平
赵孝成王去世时，趙國太子（春平君）在秦國為質，應回國即位，但在大臣郭開的幫助下，趙偃即位，廉頗憤而離去。
趙悼襄王元年（前244年），一說二年(前243年)，使李牧攻燕，取得武遂（今河北徐水縣西）、方城（今河北固安縣南）。趙悼襄王六年，封其弟長安君於饒。九年，赵攻燕，取狸阳城。秦攻趙，悼襄王卒。

## 家庭
赵悼襄王与王后生子赵嘉，立为太子，后因倡姬诬陷赵嘉母子并陷害赵嘉获罪，赵王废黜赵嘉母子，立倡姬为王后，倡姬子赵迁为太子。赵悼襄王死后，赵迁继位。

## 影视形象
- 2020年上映的电视剧《大秦赋》中，青年赵悼襄王由蒋毅飾演、少年赵悼襄王由杨佳烨飾演